# 伯恩哈德·哈默
伯恩哈德·哈默（德語：Bernhard Hammer，1822年3月3日—1907年4月6日）是一位瑞士政治家，瑞士联邦委员会委员（1875年-1890年）。他于1875年12月10日当选为联邦委员会委员，至1890年12月31日卸任。伯恩哈德·哈默是瑞士自由民主党成员。
在任期内，他主要主持领导了以下部门的工作：
- 财政部（1876年-1878年）
- 政治部（1879年）
- 财政部 （1880年-1890年）

他于1879年和1889年两度出任瑞士联邦总统。另外，威尔海姆·黑滕斯泰因总统于1888年11月27日在任内去世，伯恩哈德·哈默于11月27日至12月31日期间代理总统职权。
伯恩哈德·哈默的肖像画由瑞士出生的美国艺术家阿道夫·米勒-乌里（Adolfo Müller-Ury，1862年-1947年)作于1889年，并且被签上了穆勒·德乌里（Muller d'Uri）的名字。这个作品后被再版重印，并且成为了爱德华·菲舍尔（Eduard Fischer）的传记《伯恩哈德·哈默委员和他的时代》（Bundesrat Bernhard Hammer und Seine Zeit，1970年版)的卷首插画。这部作品目前(2007年)下落不明。

## 外部連結
- Chantal Lafontant: Bernhard Hammer在線上《瑞士歷史辭典》中的德文、法文或版詞條。